# Tamás Kásás
Tamas Kasas (Budapest, 20 luglio 1976) è un pallanuotista ungherese. Nel 2015 è stato inserito nella International Swimming Hall Of Fame. 

## Biografia
Figlio d'arte, il padre Zoltan è stato medaglia d'oro ai mondiali di Belgrado 1973 con la nazionale ungherese.
Ha iniziato a giocare nel KSI, per poi passare al Ferencvaros e quindi all'Újpest. Da lì approda in Italia al Posillipo, nel 1997, quando il giocatore aveva appena conquistato una Coppa LEN e il titolo europeo con la nazionale. Nella partita decisiva della rassegna continentale Kasas segna tutte le reti con cui l'Ungheria, guidata da Denes Kemeny, batte 3-2 la Jugoslavia.
A Napoli coglie molti successi: la Coppa dei Campioni nel 1998, lo scudetto nel 2000 e nel 2001, la Coppa delle Coppe nel 2003. Quindi torna in patria a giocare nel Vasas, ma perde la finale scudetto contro l'Honvéd Budapest. Viene nuovamente ingaggiato da una squadra italiana nell'estate 2004 e così Kasas si trasferisce a Savona, con cui ha vinto lo scudetto 2005. A partire dalla stagione 2006-2007, indossa invece la calottina della Pro Recco. Detiene il record di aver disputato almeno una finale di tutte le competizioni per club.
Ha debuttato in nazionale nel 1994 e ha vinto tre ori olimpici, un mondiale e due europei. 
Nel giugno 2010 ha annunciato il suo ritiro dalla nazionale, tornandovi tuttavia nel 2012, conquistando il bronzo agli europei contro l'Italia. 
È considerato insieme a Manuel Estiarte ed Eraldo Pizzo il più grande pallanuotista di tutti i tempi.

## Palmarès

### Club
- Campionato italiano: 9

Posillipo: 1999-00, 2000-2001
Savona: 2004-05
Pro Recco: 2006-07, 2007-08, 2008-09, 2009-10, 2010-11, 2011-12
- Coppe Italia: 5

Pro Recco: 2006-07, 2007-08, 2008-09, 2009-10, 2010-11
- Coppa dei Campioni/Eurolega: 5

Posillipo: 1997-98
Pro Recco: 2006-07, 2007-08, 2009-10, 2011-12
- Coppa delle Coppe: 1

Posillipo: 2002-03
- Coppe LEN: 2

Ujpest: 1996-97
Savona: 2004-05
- Supercoppa LEN: 3

Pro Recco: 2007, 2008, 2010
- Lega Adriatica: 1

Pro Recco: 2011-2012

### Nazionale
- Olimpiadi

Sydney 2000: 
Atene 2004: 
Pechino 2008: 
- Mondiali

Perth 1998: 
Barcellona 2003: 
Montréal 2005: 
Melbourne 2007: 
- Europei

Vienna 1995: 
Siviglia 1997: 
Firenze 1999: 
Budapest 2001: 
Kranj 2003: 
Belgrado 2006: 
Málaga 2008: 
Eindhoven 2012: 
- Coppa del Mondo

Atlanta 1995: 
Atene 1997: 
Sydney 1999: 
Belgrado 2002: 
Budapest 2006: 
- World League

New York 2003: 
Long Beach 2004: 